# صهیان
صهیان (به عربی: صهیان) یک روستا در سوریه است که در ناحیه حیش واقع شده‌است. صهیان ۲۴۱ نفر جمعیت دارد.